# Ross Wilson (Leichtathlet)
Ross Wilson (* 31. Oktober 1950) ist ein ehemaliger australischer Sprinter, der sich auf den 400-Meter-Lauf spezialisiert hatte.
Bei den British Commonwealth Games 1970 in Edinburgh gewann er Silber mit seiner persönlichen Bestzeit von 45,61 s.
1970 und 1971 wurde er Australischer Meister.